# Habropogon bacescui
Habropogon bacescui là một loài ruồi trong họ Asilidae. Habropogon bacescui được Weinberg & Tsacas miêu tả năm 1973. Loài này phân bố ở vùng Cổ Bắc giới.